# 三田氏宗
三田 氏宗（みた うじむね、生没年不詳）は、武蔵国の国人。勝沼城主。子に三田政定がいる。
三田氏は武蔵国杣保（現在の青梅市周辺）に根を張った国人で、平将門の後裔と称していた。
室町時代には関東管領山内上杉氏と主従関係にあったようで、氏宗は上杉顕定の元で活動している。長享の乱の際には長尾能景が扇谷上杉氏方から奪い取った椚田城（初沢城）の城主になっている。
連歌師宗長の「東路の津登」（あづまじのつと）には、宗長が永正6年（1509年）8月に勝沼城の氏宗の元を訪れ、数日間滞在したことが見える。氏宗は子の政定と共に宗長を手厚くもてなし、宗長滞在中にたびたび連歌の会を催していることから、和歌の嗜みもあったと思われる。
また、氏宗は文亀年間に天寧寺を開基し、海禅寺・虎柏神社などの領内の社寺を保護を積極的に行っている。天寧寺には子の政定が大永元年（1521年）に奉納した鐘があり、それには「大旦那平朝臣将門之後裔三田弾正忠政定」と刻まれている。